# Oisín

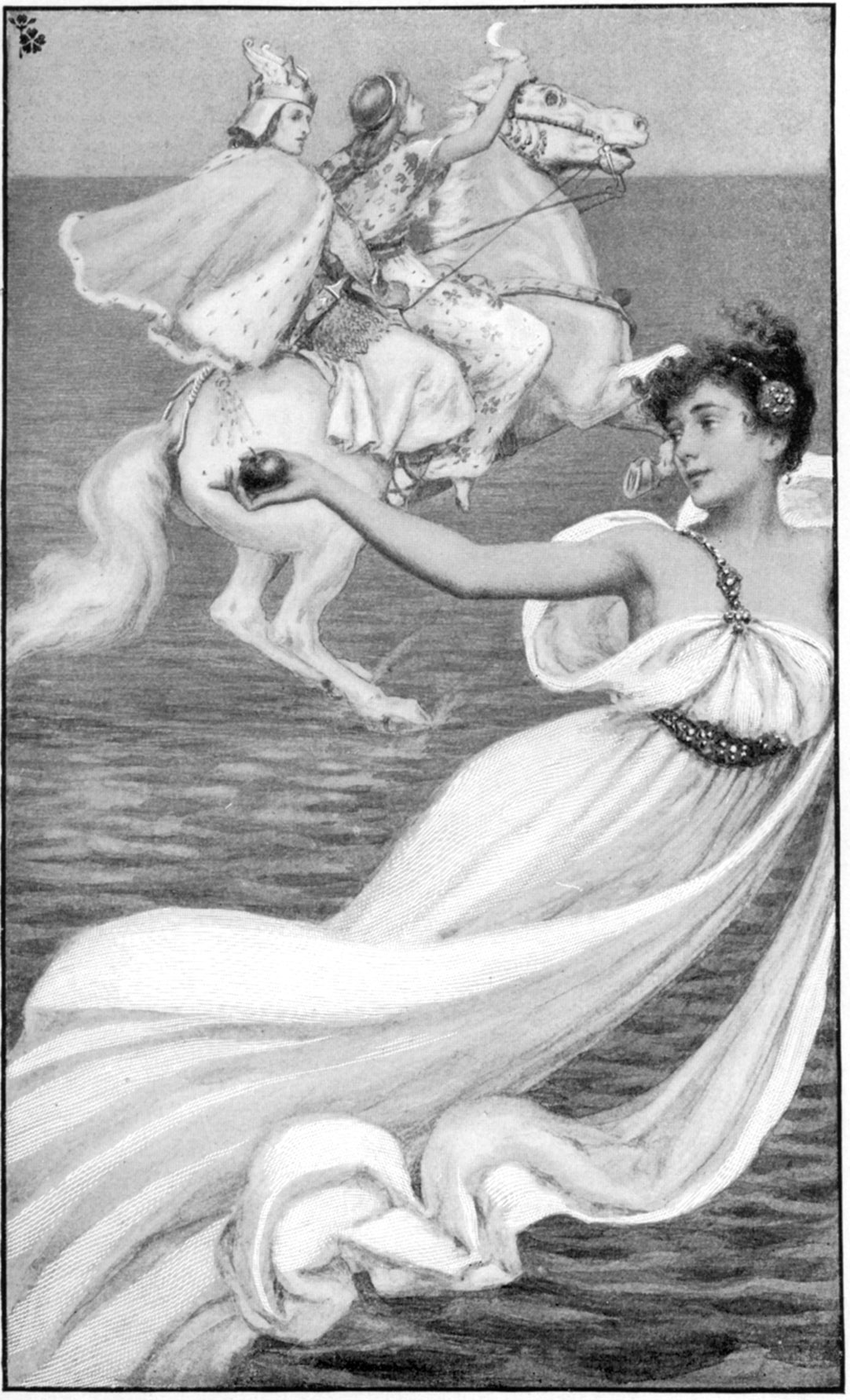
Oisín i Niamh de camí a Tír na nÓg, il·lustració d'Albert Herter, 1899

Oisín (pronunciació irlandesa: [ɔˈʃiːnʲ, ˈɔʃiːnʲ]), Osian, Ossian, va ser considerat en la llegenda com el major poeta d'Irlanda, un guerrer de la Fianna en el cicle ossianic o fenià de la mitologia irlandesa. És el fill de Fionn mac Cumhaill i de Sadhbh (filla de Bodb Derg), i és el narrador de gran part del cicle i la composició dels poemes se li atribueixen a ell.

## Llegendes
El seu nom significa literalment "cérvol jove" o cervatell, i la història explica que la seva mare, Sadhbh, va ser convertida en cérvol per un druida, Fear Doirche (o Fer Doirich). Quan Fionn estava caçant, la va atrapar però no la va matar, i ella va tornar a la seva forma humana. La Fionn va deixar de caçar i lluitar per establir-se amb Sadhbh, i aviat va quedar embarassada, però Fer Doirich li va convertir l'esquena en un cérvol i va tornar a la natura. Set anys més tard, Fionn va trobar el seu fill, nu, a Benbulbin. Altres històries fan que Oisín conegui la Fionn per primera vegada quan era adult i es barallin per un porc rostit abans que es reconeguin.
A Oisín a Tir na nÓg, el seu echtra o conte d'aventures més famós, rep la visita d'una fada anomenada Niamh Chinn Óir (Niamh del cabell o cap d'or, una de les filles de Manannán mac Lir, un déu del mar). El pare de Niamh li va convertir el cap en un cap de porc a causa d'una profecia. Ella li diu això a Oisín i li informa que tornaria a la seva forma original si es casa amb ella. Accepta i tornen a Tir na nÓg ("la terra dels joves", també anomenada Tir Tairngire, "la terra de la promesa") on Oisín esdevé rei. La seva unió produeix el famós fill d'Oisín, Oscar, i una filla, Plor na mBan ("Flor de dones"), així com un segon fill, Finn. Després del que li sembla que són tres anys però que en realitat van ser 300 anys, Oisín decideix tornar a Irlanda per veure els seus antics companys els Fianna. Un conte el descriu arribant a la badia de Ballinskelligs, no gaire lluny de Ballaghisheen, on va caure del cavall mentre intentava ajudar a moure una gran pedra. Niamh li havia regalat el seu cavall blanc Enbarr i li va advertir que no desmuntés perquè si els seus peus tocaven a terra, aquells 300 anys es recuperarien i es faria vell i marcit. Una altra llegenda explica que Oisín torna al Turó d'Allen, casa de Fionn, abandonat i en mal estat. Més tard, mentre intentaven ajudar uns homes que estaven construint una carretera a Gleann na Smól a aixecar una pedra del camí cap a un vagó, se li trenca la circumferència i cau a terra, convertint-se en un vell tal com Niamh havia advertit. El cavall torna a Tir na nÓg. En algunes versions de la història, just abans de morir Oisín rep la visita de Sant Patrici. L'Oisín explica a Sant Patrici les històries de la Fianna i poc després mor.
També s'ha dit que la interacció entre Sant Patrici i Oisín és més complicada. Es diu que tots dos estaven enfadats per les seves diferències. Sant Patrici va intentar convertir Oisín, però Oisín odiava les ensenyances de Sant Patrici. Es diu que va ser enterrat a la pell del bou a la muntanya Curran, prop de Manorhamiltion.
En el conte Acallam na Senórach (Contes dels ancians), Oisín i el seu company Caílte mac Rónáin van sobreviure fins a l'època de Sant Patrici i van explicar al sant les històries de la Fianna. Aquesta és la font del poema de William Butler Yeats The Wanderings of Oisin. En diferents versions de la història, Oisín o defensa la fe druida o es converteix al cristianisme.
Es discuteix la ubicació de la sepultura d'Oisín. Es rumoreja que es troba a Glenalmond a Perth, Escòcia. Wordsworth va escriure un poema sobre el tema titulat "Glen-Almain, the Narrow Glen". Altres diuen que es troba als Nou Glens d'Antrim en un lloc que es coneix des de fa generacions com "la tomba d'Oisín". El cairn megalític de la cort es troba en un turó a Lubitavish, prop del riu Glenann, fora del poble de Cushendall, a la costa d'Antrim Nord, i es creu que és l'antic lloc de sepultura d'Oísín.

## Ossian de Macpherson

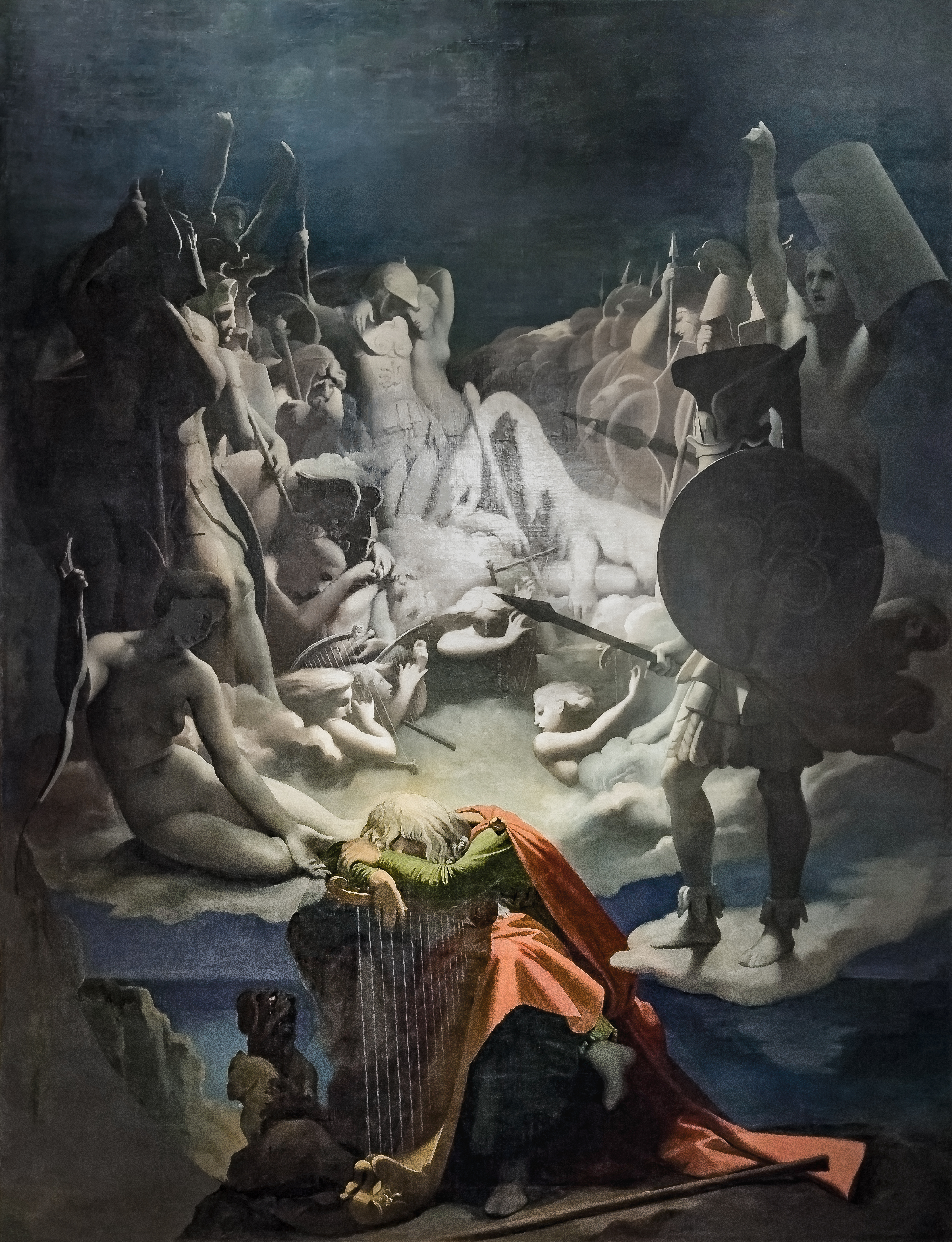
El somni d'Ossian, Jean Auguste Dominique Ingres, 1813

Ossian, el narrador i suposat autor d'una sèrie de poemes publicats per James Macpherson a la dècada de 1760, es basa en Oisín. Macpherson va afirmar haver traduït els seus poemes de fonts antigues en Gaèlic escocès. Els poemes de Macpherson van tenir una influència àmplia en molts escriptors, com Goethe i el jove Walter Scott, encara que la seva autenticitat va ser àmpliament discutida. Els estudiosos moderns han demostrat que Macpherson va basar els seus poemes en autèntiques balades gaèliques, però els havia adaptat a la sensibilitat contemporània alterant els personatges i les idees originals i va introduir-ne una gran part de propis.